# Antoni Julian Nowowiejski
Antoni Julian Nowowiejski (ur. 11 lutego 1858 w Lubieni, zm. 28 maja 1941 w Działdowie) – polski duchowny rzymskokatolicki, historyk, biskup diecezjalny płocki w latach 1908–1941, arcybiskup ad personam od 1930, błogosławiony Kościoła katolickiego.

## Życiorys
Syn Antoniego i Marianny z Sutkowskich. Ukończył gimnazjum w Radomiu i Seminarium Duchowne w Płocku. Naukę kontynuował w Cesarskiej Rzymskokatolickiej Akademii Duchownej w Petersburgu. Święcenia kapłańskie przyjął 10 lipca 1881 z rąk biskupa Aleksandra Gintowta-Dziewałtowskiego. Był profesorem i rektorem Seminarium Duchownego w Płocku, otrzymał godność kanonika płockiego, pełnił funkcję wikariusza generalnego diecezji. W latach 1903–1908 był prepozytem płockiej kapituły katedralnej.
12 czerwca 1908 został mianowany biskupem diecezjalnym diecezji płockiej. 6 grudnia otrzymał sakrę biskupią w Petersburgu z rąk arcybiskupa Apolinarego Wnukowskiego, a ingres do katedry w Płocku odbył 10 stycznia 1909. Od 1918 do 1919 był pierwszym w historii sekretarzem generalnym Episkopatu Polski. 25 listopada 1930 został promowany przez papieża Piusa XI na arcybiskupa ad personam ze stolicą tytularną Silyum.
Jako zwierzchnik diecezji płockiej dokonał reformy administracyjnej, wiele uwagi poświęcał szkolnictwu katolickiemu (powołał do życia Niższe Seminarium Duchowne Diecezji Płockiej), w okresie I wojny światowej angażował się w działalność charytatywną. Dwukrotnie przeprowadził synod diecezjalny (1927, 1938) i zainicjował diecezjalną Akcję Katolicką.
Był autorem prac z zakresu historii, liturgii, komparatystyki kościelnej. Zajmował się m.in. dziejami Płocka. Ogłosił publikację Wykład liturgii Kościoła katolickiego.
W 1940 został aresztowany (wraz z bp. Leonem Wetmańskim) przez Niemców, był internowany w Słupnie k. Płocka, następnie więziony w piwnicy budynku obecnego ratusza w Płocku, a później w niemieckim obozie koncentracyjnym w Działdowie, gdzie zmarł (prawdopodobnie z wycieńczenia). 
Zmarł 28 maja 1941, tę datę podały siostry Kapucynki, powołując się na ks. Adama Zaleskiego, kapelana arcybiskupa. Podawana jest jeszcze data 20 czerwca 1941. Zgon Arcybiskupa władze niemieckie długo trzymały w tajemnicy. Dopiero w „L’Osservatore Romano” z 8 listopada 1941 (nr 261) podana została krótka wiadomość o śmierci arcybiskupa Antoniego Juliana Nowowiejskiego, biskupa płockiego w Działdowie, powtórzona następnie przez organ urzędowy „Acta Apostolice Sedis” z 21 listopada 1941: Dopiero teraz doszła wiadomość o zgonie Biskupa Płockiego w Działdowie w dniu 18 maja 1941. 18 listopada 1941 Radio Watykańskie podało do publicznej wiadomości, że liczący 84 lata arcybiskup umarł w ciężkim obozie koncentracyjnym w Działdowie. Według relacji więźniów obozu Soldau Arcybiskup podobno umarł na korytarzu przy upadku na podłogę. A ostatnie słowa, które wypowiedział brzmiały: „Nie płaczcie nade mną, ale nad Kościołem i Polską, ja już umieram, będę się wstawiał za wami do Boga”. Nie ustalono miejsca jego pochówku.

## Odznaczenia, tytuły
- Krzyż Komandorski z Gwiazdą Orderu Odrodzenia Polski (8 listopada 1930)[6]
- tytuł doktora honoris causa Uniwersytetu Warszawskiego[7]
- Order św. Grzegorza (20 kwietnia 1934 r. w Brukseli)[8]

## Upamiętnienie
13 czerwca 1999 w Warszawie Jan Paweł II ogłosił go błogosławionym w grupie 108 błogosławionych męczenników.
Decyzją biskupa diecezjalnego płockiego Piotra Libery rok 2008 był obchodzony jako rok bł. abp. Antoniego Juliana Nowowiejskiego.
Imieniem arcybiskupa Antoniego Juliana Nowowiejskiego został nazwany Zespół Szkół Usług i Przedsiębiorczości w Płocku.